# Kismet (pièce de théâtre)
Pour les articles homonymes, voir Kismet.

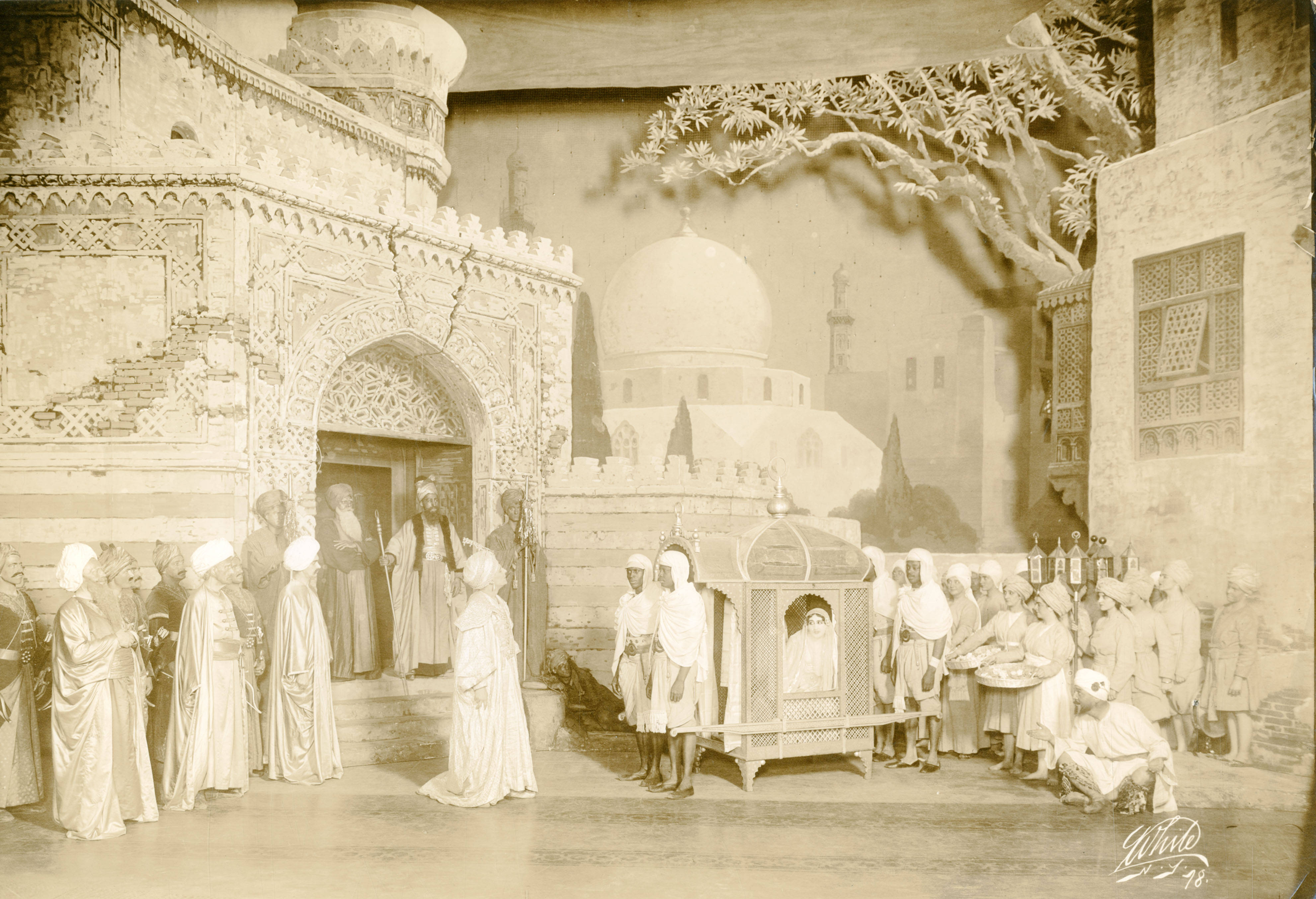
Une scène de Kismet, au Metropolitan Theater de Seattle en 1913.

Kismet est une pièce en trois actes écrite en 1911 par Edward Knoblauch (qui plus tard anglicisera son nom en Edward Knoblock).
Le titre signifie « Le Destin » en turc et en ourdou. La pièce a été jouée deux ans à Londres avant d'être représentée aux États-Unis. Elle est ensuite adaptée à de nombreuses reprises au cinéma et à la télévision ainsi qu'en 1953 dans une comédie musicale populaire.